# حارس هارون
حارس هارون (ولد في 19 نوفمبر 1990) هو لاعب كرة قدم سنغافوري يلعب لنادي جوهر دار التعظيم، في دوري السوبر الماليزي كوسط ميدان.

## روابط خارجية
- حارس هارون على موقع قاعدة بيانات كرة القدم.إي يو (الإنجليزية)
- حارس هارون على موقع ناشيونال فوتبول تيمز (الإنجليزية)
- حارس هارون على موقع Soccerway.com (الإنجليزية)
- حارس هارون على موقع عالم كرة القدم.نت (الإنجليزية)